# Три плюс два
«Три плюс два» (рос. «Три плюс два») — російсько-латвійський радянський комедійний фільм 1963 року, знятий режисером Генріхом Оганесяном на кіностудії ім. М. Горького і Ризькій кіностудії за п'єсою Сергія Михалкова «Дикуни».

## Сюжет
Троє друзів з Москви живуть «дикунами» в чудовому місці з піщаним пляжем, прісною водою, тінню і лісом біля моря. Відпочивають. Раптом приходять двоє незнайомки і стверджують, що це їхнє старе місце. Вони також доводять свою перевагу, викопавши пляшку з листами. Але хлопці відмовляються йти. Дами також не поступляться своїм місцем і розбивають намет. Починається тиха війна, яка з часом переростає в кохання. Один із тих фільмів, які можна переглядати знову і знову.

## У ролях
- Наталя Кустинська — Наташа, актриса кіно
- Наталя Фатєєва —  Зоя Павлівна, дресирувальниця левів і тигрів
- Андрій Миронов — Роман Любешкін, ветеринар
- Євген Жариков — Вадим, дипломат
- Геннадій Нілов — Степан Іванович Сундуков, доктор фізико-математичних наук

## Знімання
Натурні знімання відбувалися в Криму в селищі Новий Світ біля гори Сокіл. Знімальна група жила в палаці князя Голіцина на території заводу шампанських вин в Новому Світі.
Було знято дві версії стрічки — в широкоекранному форматі (2,35:1) і звичайному (1,37:1). Основним уважався широкоекранний формат.